# Lukas Kern

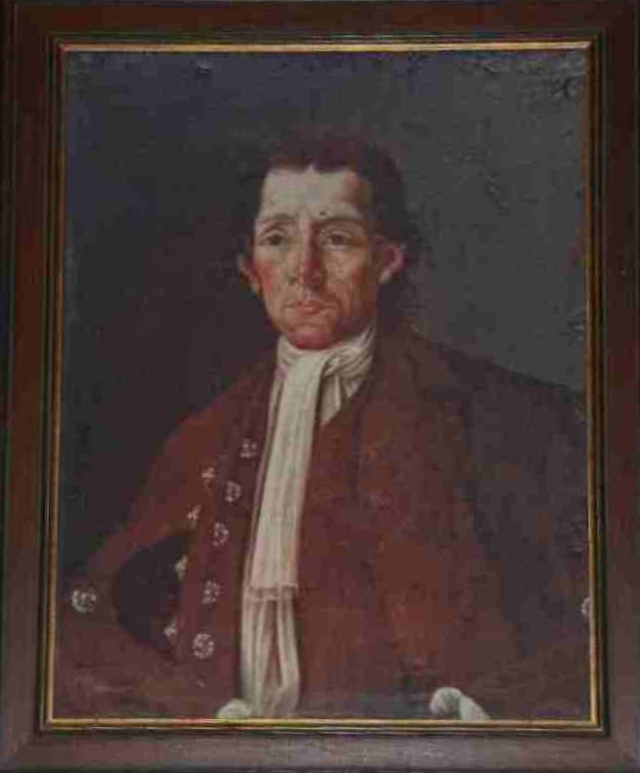
Lukas Kern, 1681–1749, Öl-Porträt in der Pfarrkirche in Grainet

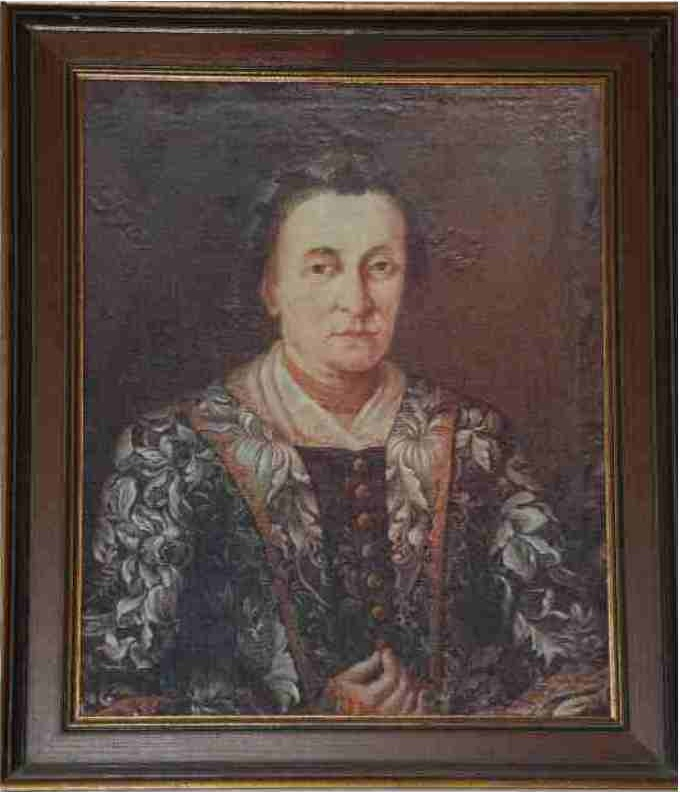
Anna Theresia Kern, geb. Schwarz, † 18. März 1764, Öl-Porträt in der Pfarrkirche in Grainet

Lukas Kern (* 15. Oktober 1681 in Obernzell (ehemals: Hafnerzell); † 12. September 1749 in Passau) war ein deutscher Schiffsmeister, Wirt und Wohltäter.

## Leben
Lukas Kern war der Sohne eines Fassbinders und Winzers, der außerdem eine Donaufähre betrieb. Der Sohn lernte vom Vater dessen Handwerk und versuchte im Alter von 30 Jahren durch Heirat mit der Tochter Anna Theresia des Schiffsmeisters Rupprecht Schwarz zum Mitglied der Schiffergilde in Passau zu werden. Zunächst wehrte sich die Gilde jedoch und berief sich darauf, dass das Amt eines Schiffsmeisters nicht an die Tochter bzw. deren Ehemann vererbt werden könne, dass Kern nicht die erforderlichen Kenntnisse habe und dass er außerdem zu reich sei. Mit Hilfe des Mautamts und des fürstbischöflichen Hofrats konnte Kern jedoch seine Pläne durchsetzen.
Abgesehen vom offenbar sehr einträglichen Schiffstransport hatte das Ehepaar Kern weitere Einkunftsquellen: Das Gasthaus zur Goldenen Sonne im Unteren Sand in Passau sowie die Holztrift auf der Ilz und der Salzhandel waren so gewinnträchtig, dass der Historienmaler Ferdinand Wagner dazu ein Fresko im Ratskeller schuf. Kerns Vermögen, das aus dem Triftgeschäft hervorging, belief sich zur Zeit seines Todes auf ca. 40.000 Gulden.

## Stiftungen

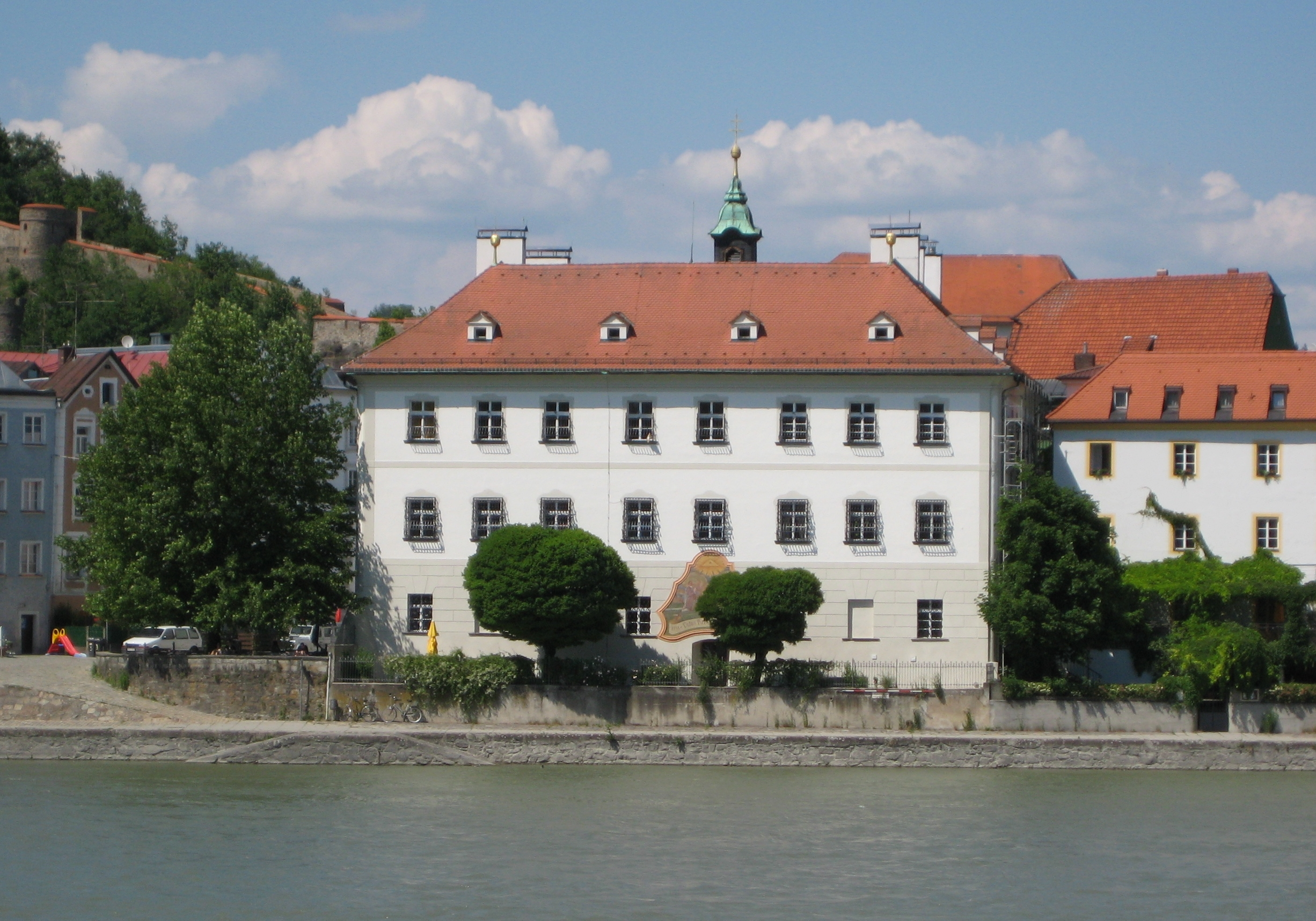
Das Waisenhaus

Lukas Kern verfügte testamentarisch, dass von seinem Erbe ein Waisenhaus für mindestens zwölf Mädchen und zwölf Jungen eingerichtet werden sollte, die dort auch erzogen werden und etwas lernen sollten. Die Stiftung, die zu diesem Zweck gegründet wurde, erhielt nach Kerns Tod 72.400 Gulden. Das Waisenhaus wurde, obwohl der Bau schon früher fertiggestellt wurde, im Jahr 1758 eröffnet und existiert noch heute als Lukas-Kern-Kinderheim in Passau. An der Südfassade des Hauses ist zur Erinnerung an den Stifter Kerns Bildnis angebracht. Zum Waisenhaus gehörte auch die Waisenhauskapelle, die in den Jahren 1750 bis 1763 von Johann Michael Schneitmann im Stil des Rokoko erbaut wurde. Auch Straßen in Obernzell und Passau wurden nach Lukas Kern benannt und sein Grabmal samt zehn Reliefbildern, die seine Familiengeschichte erzählen, befindet sich in der Kirche St. Paul am Rindermarkt.
Doch nicht nur die Waisen profitierten von Kerns Nachlass und Spenden. Grainet bei Freyung konnte dank Kerns Erbe im Jahr 1750 zur eigenständigen Pfarrei werden.